# Raisiné bourguignon

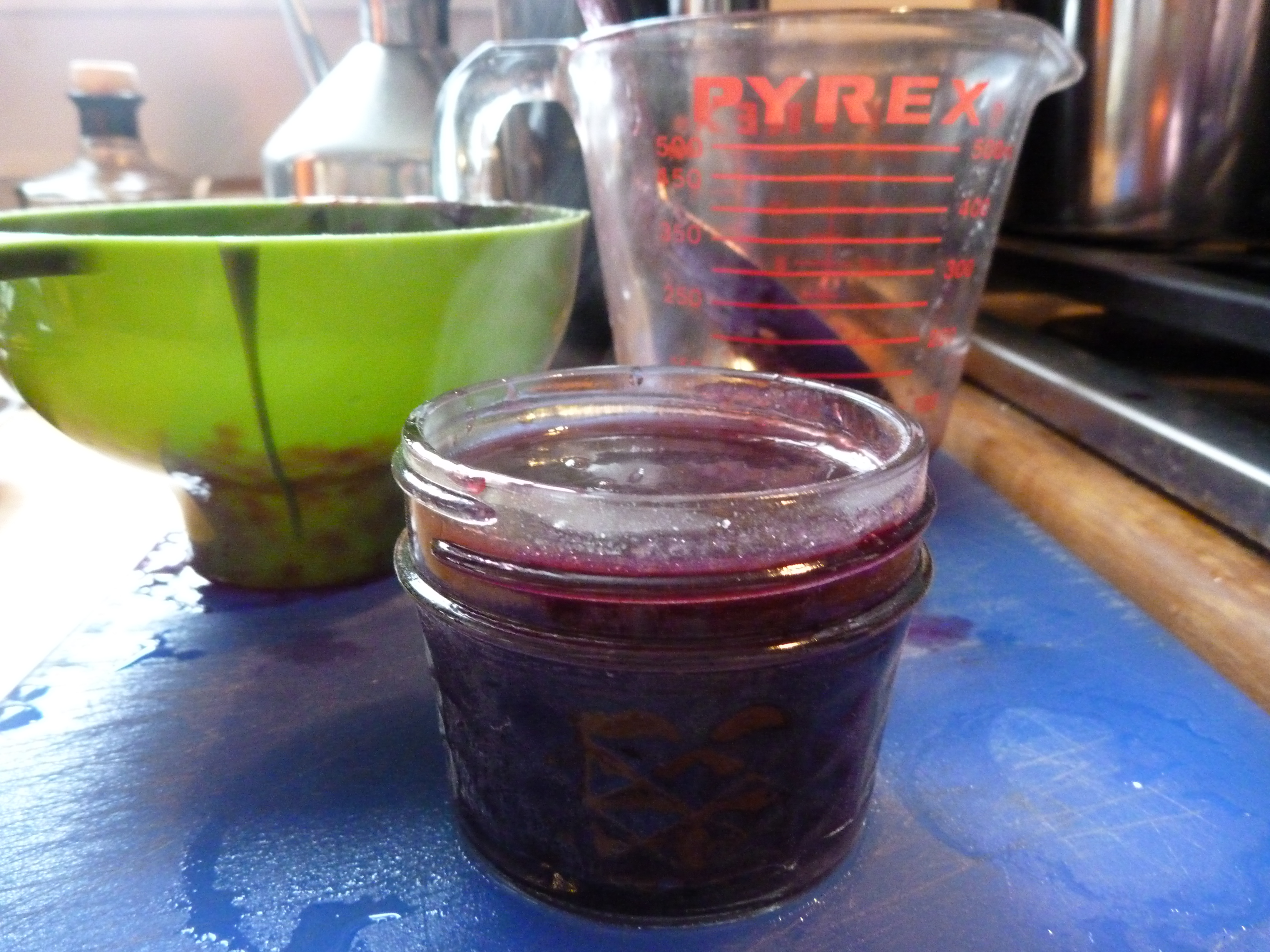
Raisiné de Bourgogne

Le raisiné bourguignon est une spécialité élaborée à partir de jus de raisin. Il faut des raisins très mûrs et très sucrés provenant de coteaux ensoleillés.

## Préparation
Ce raisiné se fait avec du raisin blanc, des coings, des poires, et du sucre cristallisé. L'ensemble est mis à cuire dans un chaudron à confiture avec très peu d'eau et porté à ébullition sur feu doux. Le sucre est ajouté en cours de cuisson.